# Nexø Stadion
Nexø Stadion är en fotbollsstadion i Nexø, Bornholm för den danska fotbollsklubben NB Bornholm.